# سيركان كاليك
سيركان كاليك
هو : سيركان كاليك .
لاعب كرة قدم تركي .
يلعب في نادي جلطة سراي التركي .
مركز اللاعب : مركز الهجوم .
ولد في 15 / مارس / 1986 م .
عمره 25 عاما .
من مميزاته : يتميز بسرعة عالية تمكنه من اختراق دفاع الخصم بشكل جيد .
من مميزاته : يتميز بمهارة جيدة .
مكان الميلاد : دينسلاكين .
طوله 167 سم .
وزنه : 64 كيلو جرام .

## روابط خارجية
- سيركان كاليك على موقع اتحاد تركيا (لاعب) (الإنجليزية)
- سيركان كاليك على موقع قاعدة بيانات كرة القدم.إي يو (الإنجليزية)
- سيركان كاليك على موقع Soccerway.com (الإنجليزية)
- سيركان كاليك على موقع عالم كرة القدم.نت (الإنجليزية)
- سيركان كاليك على موقع كووورة